# Lior Shamriz
Lior Shamriz (hebräisch ליאור שמריז‎; * 13. September 1978 in Aschkelon) ist ein irakisch-iranischer Filmemacher, Künstler und Autor. Er lebt derzeit in Oakland, Kalifornien.

## Leben
Aufgewachsen in Aschkelon in einer arabisch-jüdischen Familie, zog er mit 18 Jahren nach Tel Aviv. Dort begann er Filme und Musik zu machen und sich in kollektiven Kunstprojekten zu beteiligen. Er studierte von 2002 bis 2004 an der Jerusalem Film School und 2006–2009 Experimentelle Medien am Institut für zeitbasierte Medien der Universität der Künste Berlin. Während dieser Zeit schuf er etwa 20 Filme verschiedener Länge und Formate.
Ein produktiver Filmemacher, am laufenden Band experimentelle Kurzfilme und zwei Features, Lior Shamriz Kanäle der Betrüger Geist der 60er Jahre auteurs in seinem Kino der humorvollen / politischen Dekonstruktion. Er nutzt das Kino als den perfekten Ort, um Ideen zu diskutieren – über das Sein, Wahrheit, Klasse, Sexualität und Andere.
Sein mittellanger Spielfilm Japan Japan (2006/7), unabhängig und mit einem Mikro-Budget produziert, war auf ca. 50 internationaler Filmfestivals zu sehen, darunter die Filmfestivals von Locarno und Sarajevo und das MoMa' New Directors/NewFilms, und wurde mit dem Großen Preis des „Mexico Film Week“ geehrt. Er wurde auch von MoMA Chief Kurator als eins der Besten 10 Filme des Jahres.
Sein Spielfilm Saturn Returns (2009), der von einer Beziehung zweier Frauen in Berlin erzählt, wurde zum Max Ophüls Preis nominiert und war der Öffnungsfilm des 30. Torino Film Festival Onde. Er wurde in 2010 mit dem „New Berlin Award“ des „Achtung Berlin Filmfestival“ geehrt. Return Return (2010), ein Experimentalfilm der aus Zeitlupe Szenen von Saturn Returns beinhaltet, prämiert beim Berlinale's „Forum Expanded“.
Zeitgleich mit seinen Spielfilmen realisiert er auch kürzere experimentellere Filmprojekte und Musik.

## Filme
- 2006: Ho! Terrible Exteriors (Drehbuch, Regie)
- 2007: Japan Japan (Drehbuch, Regie)
- 2008: The Magic Desk (Drehbuch, Regie)
- 2009: Saturn Returns (Drehbuch, Regie)
- 2010: Mirrors For Princes (Drehbuch, Regie)
- 2012: A Low Life Mythology (Drehbuch, Regie)
- 2012: Beyond Love and Companionship (Drehbuch, Regie)
- 2014: L’Amour sauvage (Drehbuch, Regie)
- 2015: Cancelled Faces (Drehbuch, Regie)
- 2016: Fallen Blossoms (Drehbuch, Regie)
- 2017: The Cage (Drehbuch, Regie)
- 2022: Port Saïd, Santa Cruz, Sarmad Kashani (Drehbuch, Regie)
- 2022: Estuaries (Drehbuch, Regie)